# Helicops hagmanni
Helicops hagmanni là một loài rắn trong họ Rắn nước. Loài này được Roux mô tả khoa học đầu tiên năm 1910.